# Casper van Bohemen
Casper van Bohemen (Den Haag, 27 oktober 1964) is een Nederlandse acteur, voornamelijk bekend door zijn spraakmakende rol als Frits van Houten in de soapserie Goede tijden, slechte tijden. Hij is eveneens bekend van zijn rol als Rutger Helligers in Onderweg naar Morgen en als Ad Bots in Westenwind.

## Levensloop
Van Bohemen werd in Den Haag geboren, maar verhuisde in zijn kleutertijd richting de Verenigde Staten. Na een aantal jaren keerde hij met zijn ouders terug naar Den Haag. In zijn jeugd ontwikkelde Van Bohemen een passie voor de piano en had ambities om het Conservatorium te gaan volgen. Echter besloot hij na de havo om als acteur te gaan werken. Van Bohemen deed auditie voor de Toneelschool van Arnhem, maar werd afgewezen. Hij schreef zich in bij Harry Klooster Casting en auditeerde voor de rol van John Alberts in de soap Goede tijden, slechte tijden, maar hij werd afgewezen. Enkele maanden later zou Van Bohemen worden benaderd voor de rol van Frits van Houten, waarmee hij landelijke bekendheid verwierf.
Van Bohemen gaf ruim vier jaar (1991-1995) gestalte aan Frits van Houten. Na zijn vertrek uit de serie volgden rollen in de toneelstukken Maanlicht en rozen en Who's afraid of Virginia Wolff. In 1996 speelde hij een gastrol in de Vlaamse dramaserie U beslist. In datzelfde jaar wordt Van Bohemen benaderd door Harry Klooster om acteur Jos Verest te vervangen in de soapserie Onderweg naar Morgen. Gedurende negen maanden speelde hij de rol van Rutger Helligers in de soap. In 1998 ontwikkelde Van Bohemen naast een acteercarrière ook een carrière als presentator. Voor RTL 4 presenteerde hij het programma Beroepsgeheim. Na Beroepsgeheim kondigde hij zijn vertrek aan naar jongerenzender BNN. Van Bohemen zou bij deze zender een hoofdrol gaan vertolken in de Jimmy Hopper Show, een persiflage op Jerry Springer. 
Ook op het gebied van toneel gaat het de acteur in de eerste jaren van het nieuwe decennium voor de wind. Hij schittert naast Liesbeth List in Piaf de Musical. De musical is een groot succes en toert ruim anderhalf jaar rond in Nederland. Op televisiegebied speelt hij rollen in Westenwind (2002-2003), Rozengeur & Wodka Lime (2002) en Kees & Co (2002). In 2004 maakt Van Bohemen zijn debuut op het witte doek in de speelfilm Gay. In de zomer van 2005 wordt bekendgemaakt dat hij terug zal keren in de soap Goede tijden, slechte tijden, ditmaal als Frits' tweelingbroer Hans van Houten. Het karakter in de serie is echter geen succes en wordt er na een half jaar weer uitgeschreven. Tussen eind 2006 en begin 2007 speelt de acteur bij theatergroep De Kern in het toneelstuk Anna Karenina. 
Medio 2008 speelde Van Bohemen de terugkerende rol van Diederik Langeveld in de regionale dramaserie Pauwen en Reigers van TV West. Momenteel geeft de acteur les bij Jeugdtheaterschool Rabarber in Den Haag. Daarnaast is hij werkzaam in het bedrijf van voormalig Goede tijden, slechte tijden-collega Joost Buitenweg.

## Filmografie

### Film
- Goede tijden, slechte tijden: De reünie (Televisiefilm, 1998) - Frits van Houten
- Pista! (Televisiefilm, 2003) - Marco
- Gay (2004) - Ken
- Snuf de Hond en de jacht op Vliegende Volckert (2008) - inspecteur Bantvink/Vliegende Volckert
- Als je verliefd wordt (2012)
- Onder Mijn Bed (Korte film, 2015) - vader
- Achter de Duinen (Korte film,2018) - vader

### Serie
- Goede tijden, slechte tijden - Frits van Houten (1991–1995, 2006) / Hans van Houten (2005–2006, 2016)
- Het zonnetje in huis - Marco de Waal(1995; gastrol), Olaf Nielsen (1996; gastrol)
- Onderweg naar morgen - Rutger Helligers 2 (1997)
- Zonder ernst - Olaf van Beekenstein (1998; gastrol)
- De Jimmy Hopper Show - Jimmy Hopper (1998-1999)
- Oppassen!!! - De heer Mol (2000: afl, Hulp is huiswerk)
- Schiet mij maar lek - Inspecteur (2001: afl, Crimineel)
- Rozengeur & Wodka Lime - Arie Zimmerman (2002)
- Kees & Co - Hans de Vries (2002, gastrol in afl. De Trouwerij)
- Baantjer - Guus Voskuil (2003; De Cock en de moord met een swing)
- Westenwind - Ad Bots (2003)
- Het Glazen Huis - Ron Belkers (2004; gastrol)
- Het Huis Anubis - vader van leerling (2008)
- Pauwen en Reigers - Diederik Langeveld (2008-2009)
- Flikken Maastricht - Jules de Meester (2012)

### Musical
- High School Musical live in het theater - Coach Bolton (2008)
- Piaf de Musical -  (Meerdere rollen) De mannen in het leven van Edith Piaf (1999)